# Julia (llenguatge de programació)
Julia, en ciència de la computació, és un llenguatge de programació dinàmic d'alt nivell adreçat a l'anàlisi numèrica però també es pot considerar com un llenguatge de propòsit general. Julia implementa un compilador sofisticat, execució en paral·lel, precisió numèrica i una biblioteca de funcions matemàtiques extensa (àlgebra lineal, generació de nombres aleatoris, processament de senyal i de cadenes de caràcters).

## Característiques del llenguatge
Les principals característiques són :
- Funcionalitat de dispatch múltiple: habilitat de definir el comportament de les funcions mitjançant combinació d'arguments.
- Tipus de dades dinàmics.
- Manegador de paquets.
- Funcions tipus C i Python.
- Computació distribuïda i paral·lela.
- Llicència MIT: lliure i codi obert.

## Comparativa amb altres llenguatges
El següent benchmark s'ha obtingut en un microprocessador d'un sol nucli Intel(R) Xeon(R) CPU E7-8850 2.00GHz CPU amb 1TB of 1067MHz DDR3 RAM, corrent sobre Linux :
|               | Fortran | Julia | Python | R      | Matlab | Octave  | Mathe-matica | JavaScript | Go   | LuaJIT | Java |
| ------------- | ------- | ----- | ------ | ------ | ------ | ------- | ------------ | ---------- | ---- | ------ | ---- |
| fib           | 0.70    | 2.11  | 77.76  | 533.52 | 26.89  | 9324.35 | 118.53       | 3.36       | 1.86 | 1.71   | 1.21 |
| parse_int     | 5.05    | 1.45  | 17.02  | 45.73  | 802.52 | 9581.44 | 15.02        | 6.06       | 1.20 | 5.77   | 3.35 |
| quicksort     | 1.31    | 1.15  | 32.89  | 264.54 | 4.92   | 1866.01 | 43.23        | 2.70       | 1.29 | 2.03   | 2.60 |
| mandel        | 0.81    | 0.79  | 15.32  | 53.16  | 7.58   | 451.81  | 5.13         | 0.66       | 1.11 | 0.67   | 1.35 |
| pi_sum        | 1.00    | 1.00  | 21.99  | 9.56   | 1.00   | 299.31  | 1.69         | 1.01       | 1.00 | 1.00   | 1.00 |
| rand_mat_stat | 1.45    | 1.66  | 17.93  | 14.56  | 14.52  | 30.93   | 5.95         | 2.30       | 2.96 | 3.27   | 3.92 |
| rand_mat_mul  | 3.48    | 1.02  | 1.14   | 1.57   | 1.12   | 1.12    | 1.30         | 15.07      | 1.42 | 1.16   | 2.36 |

Resultats relatius a codi compilat en llenguatge C (factor=1). Com més baixa és la xifra, millor és la velocitat.